# چارلی لی

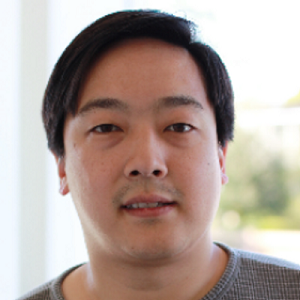
تصویری از چهره چارلی لی سال ۲۰۱۴

چارلی لی (به انگلیسی: Charlie Lee) یک دانشمند رایانه است که عمدتاً به خاطر ساخت لایت‌کوین شناخته می‌شود. او عضو هیئت مدیره و مدیر عامل بنیاد لایت‌کوین است.

## اوایل زندگی
لی در ساحل عاج متولد شد و در سن ۱۳ سالگی به ایالات متحده آمد. او در سال ۱۹۹۵ از دبیرستان فارغ‌التحصیل شد. وی مدرک کارشناسی و کارشناسی ارشد خود را در رشتهٔ علوم رایانه در سال ۲۰۰۰ از موسسهٔ فناوری ماساچوست دریافت کرد.
برادر لی، بابی لی، مؤسس صرافی رمزارزی BTCC است.

## زندگی حرفه‌ای
لی به مدت ۱۰ سال در دههٔ ۲۰۰۰ برای گوگل کار کرد. کار او در این شرکت شامل کدنویسی برای Chrome OS بود. لی در سال ۲۰۱۱ به بیت‌کوین علاقه‌مند شد. او در اکتبر ۲۰۱۱ لایت‌کوین را روی انجمن بیت‌کوین‌تاک منتشر کرد. لی در همان حال که در استخدام گوگل بود در اوقات فراغتش فناوری بلاک‌چین را مبتنی بر بیت‌کوین نوشت. او پس از استخراج ۱۵۰ کوین، لایت‌کوین را در اختیار عموم قرار داد. لی اعلام کرد قصد رقابت با بیت‌کوین را ندارد و لایت‌کوین را برای تراکنش‌های کوچک‌تر طراحی کرده‌است.
وی در ژولای ۲۰۱۳ گوگل را ترک کرد و به صرافی کوین‌بیس پیوست. در آن زمان کوین‌بیس (Coinbase) هنوز لایت‌کوین را تحت پوشش خود درنیاورده بود.
لی در دسامبر ۲۰۱۷ در وبسایت ردیت اعلام کرد که به خاطر تعارض منافع تقریباً همهٔ دارایی لایت‌کوین خود فروخته‌است. او به خاطر زدن توئیت‌هایی که بر روی قیمت این کوین بی‌تاثیر نبوده مورد سرزنش قرار گرفته‌است. لی به جز کوین‌هایی که به عنوان یادگاری به صورت فیزیکی در اختیار دارد، همهٔ کوین‌های خود را فروخته یا اهدا کرده‌است. او در مصاحبه‌ای در آوریل ۲۰۱۸، تلویحاً اعلام کرد که از فروش اکثر کوین‌هایش پشیمان است. لی در مه ۲۰۱۸ در یک گفتگوی توئیتری فاش کرد که به منظور کمک به تمرکززدایی هرچه بیشتر در آینده‌ای نزدیک این پروژه را ترک می‌کند.